# 罗斯玛丽·卡彭特
罗斯玛丽·卡彭特是一位英国植物遗传学家，毕业于东盎格利亚大学，2004年与恩里科·科恩共同获得達爾文獎章。